# Henry Tomlinson
Henry Major Tomlinson (* 21. Juni 1873 in London; † 5. Februar 1958 in London) war ein britischer Schriftsteller und Journalist. Er schrieb Anti-Kriegs- und Reise-Bücher, Romane und Kurzgeschichten, speziell für das Leben auf dem Meer. In Deutschland ist sein Werk weniger bekannt.

## Leben
Tomlinson wurde in Poplar (London) geboren, wo er auch seine Jugend verbrachte. Zunächst arbeitete er als Frachtangestellter und später als Reporter für die Zeitung „Morning Leader“. Hierfür reiste er entlang des Amazonas.
Im Ersten Weltkrieg wurde er in Frankreich als offizieller Berichterstatter der britischen Armee eingesetzt. Im Jahre 1917 wandte er sich wieder der Organisation „The Nation“ mit H. W. Messingham zu. „The Nation“ war eine strikte Anti-Kriegs-Organisation. 1923 beendete er seine dortige Tätigkeit, als sich Messingham aufgrund von Besitz- und politischem Linienwechsel der Organisation ebenfalls zurückzog. 1943 wurde er als Ehrenmitglied in die American Academy of Arts and Letters gewählt.

## Werke
- The Sea and the Jungle. Being the narrative of the voyage of the tramp steamer Capella from Swansea to Santa Maria de Belem do Grao Para in the Brazils (1912)
- Old Junk (1918) stories
- London River (1921) revised 1951
- Waiting for Daylight (1922)
- Tidemarks: Some Records of a Journey to the Beaches of the Moluccas and the Forest of Malaya in 1923 (1924)
- Gifts of Fortune With Some Hints For Those About to Travel (1926)
- Under the Red Ensign (1926)
- Gallions Reach (1927) novel
- Out Of Soundings (1928)
- A Brown Owl (1928)
- Illusion: 1915 (1928)
- Thomas Hardy (1929)
- Cote d’Or (1929)
- Between the Lines (1930)
- War Books. A Lecture Given at Manchester University February 15, 1929 (1930)
- All Our Yesterdays (1930)
- The Sky’s the Limit (1930)
- Great Sea Stories of All Nations (1930) editor
- Best Short Stories Of the War (1931) editor
- Norman Douglas (1931)
- An Illustrated Catalogue of Rare Books on the East Indies and A Letter to a Friend (1932)
- The Snows of Helicon (1933)
- South to Cadiz (1934)
- Below London Bridge (1934)
- Mars His Idiot (1935)
- R.M.S. „Queen Mary“. A noble tribute to the imagination of man (1935) with E.P. Leigh-Bennett
- Pipe All Hands (1937) novel
- The Day Before: A Romatic Chronicle (1939)
- Modern Travel (1939) editor, anthology
- The Wind is Rising. The war diary of H.M.Tomlinson and a vision of all our tomorrows (1941)
- The Turn of the Tide (1945)
- Morning Light: The Islanders in the Days of Oak and Hemp (1946)
- Malay waters. the story of little ships coasting out of Singapore and Penang in peace and war (1950)
- The Face of the Earth (1950)
- The Haunted Forest (1951)
- A Mingled Yarn: Autobiographical Sketches  (1953)
- H.M. Tomlinson: a Selection from His Writings (1953) edited by Kenneth Hopkins
- The Trumpet Shall Sound (1957)